# Popricani
Popricani est une commune du județ de Iași, dans la région de Moldavie, dans le nord-est de la Roumanie.

## Histoire
Popricani est mentionné dans plusieurs édits de la principauté de Moldavie comme hameau de Rediu Mitropoliei et participe en 1907 au grand soulèvement paysan de la faim. Le village souffre du typhus pendant la première Guerre mondiale, subit des bombardements d'artillerie pendant la seconde Guerre mondiale (première et seconde offensive Iași-Chișinău), puis souffre de la famine de 1946-47 consécutive aux réquisitions de denrées de l'Armée rouge occupant la Roumanie vaincue. Le village émerge progressivement de la pauvreté depuis l'entrée de la Roumanie dans l'U.E. (2007), mais en même temps l'exode rural vers Iași le dépeuple.

## Orphelinat de Popricani
Sous la direction de Nicolae Ceaușescu, dans les années 1966, dans un contexte de dictature et de pénuries, s’est déployé une politique nataliste coercitive. Parmi ces mesures, le décret n°770 émis en 1966, abrogé en 1989, règlemente très strictement l'avortement, et met en place un réseau d'environ 600 orphelinats d'État pour les enfants que leurs familles ne pouvaient pas élever. 
En 1993, Elisabeth Blanchet, photographe, s’est rendue dans l’orphelinat de Popricani et a documenté pendant de nombreuses années, la vie des enfants, retracée dans un documentaire, L'Enfant du diable, produit en 2014,
, et dans un livre de photographies publié en 2019.